# (38579) 1999 XM15
1999 أكس أم 15 (ويعرف أيضًا باسم (38579) 1999 أكس أم 15 وفق تسمية الكوكب الصغير) (بالإنجليزية: 1999 XM15)‏ هو كويكب ضمن حزام الكويكبات؛ وترتيبه 38579 من حيث الاكتشاف.
اكتُشف هذا الجُرم الفلكي بواسطة كورادو كورليفيتش في 5 ديسمبر 1999.

## وصلات خارجية
- (38579) 1999 XM15 في قاعدة بيانات مختبر الدفع النفاث لأجرام النظام الشمسي الصغيرة

- الاكتشاف · مخطط المدار ·  العناصر المدارية · المعلمات المادية

- (38579) 1999 XM15 على موقع ويكي سكاي: DSS2, SDSS, GALEX, IRAS, Hydrogen α, X-Ray, Astrophoto, Sky Map, Articles and images